# Jan Kanty Zamoyski
Jan Kanty Zamoyski (ur. 4 sierpnia 1900 w Starej Lubowli, zm. 28 września 1961 w Monte Carlo) – polski arystokrata, hrabia.

## Życiorys
Syn Andrzeja i Marii Karoliny Józefiny Ferdynandy z dynastii Burbonów, księżniczki Obojga Sycylii, wnuczki Franciszka I, króla Obojga Sycylii. Właściciel dóbr: Lubowla, Drużbaki i Mniszek w starostwie spiskim (Słowacja). Żonaty ze swoją siostrą cioteczną infantką hiszpańską Isabelą Alfonsą de Borbón-Dos Sicilias y Borbón, księżniczką Obojga Sycylii, córką głowy królewskiego domu Burbonów-Sycylijskich Carlosa Tancrediego. Miał synów i córkę:
- Karola,
- Józefa,
- Marię.

Jego siostra Karolina poślubiła swojego kuzyna Rajnera Burbona, księcia Castro. W 1934 został powołany przez wielkiego mistrza zakonu św. Łazarza księcia Franciszka II Burbona Sewilskiego na pierwszego zwierzchnika (wielkiego przeora) w restytuowanej jurysdykcji polskiej zakonu. Siedzibą Wielkiego Przeoratu Polski był Zamek Stara Lubowla nad Popradem, spiska rezydencja hrabiego Jana. Od wojny na emigracji w Monte Carlo, gdzie zmarł 28 września 1961.

## Ordery
- Krzyż Wielki Orderu Karola III (Hiszpania)[1]
- Kawaler Orderu św. Jakuba od Miecza (Hiszpania)[2]
- Krzyż Wielki Orderu Kawalerów z Sewilli (Hiszpania)[1]
- Kawaler Honoru i Dewocji Zakonu Maltańskiego (1930)[3]
- Krzyż Wielki Zakonu Rycerzy św. Łazarza (GCLJ-J – 1934)